# 舊羅帕
49°29′33″N 22°59′18″E / 49.49250°N 22.98833°E
舊羅帕（烏克蘭語：Стара Ропа），是烏克蘭西部的村莊，隸屬利維夫州的桑比爾區。該村始建於1421年，面積2平方公里，海拔高度326米，2001年人口857，人口密度每平方公里428.5人。